# 沙伊吉诺
沙伊吉诺（羅馬化：Shaygino）是俄罗斯下诺夫哥罗德州的市级镇，属通沙耶沃区，地处下诺夫哥罗德州东北部，在区行政中心通沙耶沃西北、州府下诺夫哥罗德东北方。镇内设有铁路车站通沙耶沃站。
该地2021年人口有861人；2010年人口1,012；2002年人口1,114；1989年人口1,509。